# Candidula intersecta
Candidula intersecta е вид охлюв от семейство Hygromiidae. Видът не е застрашен от изчезване.

## Разпространение
Разпространен е в Белгия, Великобритания (Северна Ирландия), Германия, Дания, Ирландия, Испания, Нидерландия, Португалия (Азорски острови и Мадейра), Франция и Швеция.

## Описание
Популацията на вида е стабилна.